# Бомбардировки Берлина советской авиацией в 1941 году
Бомбардиро́вки Берли́на в 1941 году́ — серия авианалётов на столицу гитлеровской Германии Берлин, совершённых с 7 августа по 5 сентября 1941 года советской авиацией во время Второй мировой войны.

## Предыстория
22 июля 1941 года, ровно через месяц после начала Великой Отечественной войны, немецкая авиация впервые осуществила массированный авианалёт на Москву, который был сравнительно успешно отражён.
24 июля немцы повторили бомбардировку, на этот раз им удалось сбросить 300 тонн фугасных и зажигательных бомб. На фоне больших потерь военно-воздушных сил Красной армии министр пропаганды нацистской Германии Йозеф Геббельс объявил, что советская авиация разгромлена, а главнокомандующему люфтваффе Герману Герингу приписывают фразу: «Ни одна бомба никогда не упадёт на столицу рейха!» (оригинальная фраза «Ни один вражеский бомбардировщик не сможет достичь Рура» была сказана в сентябре 1939 года и впоследствии переиначена; уже в июне 1940 года бомбардировщик ВВС Франции стал первым самолётом, бомбившим Берлин).
В это время авиацией советского Балтийского флота разрабатывался план по нанесению ударов с ленинградского аэродромного узла по базе германского военно-морского флота в Пиллау. Командующий ВВС ВМФ СССР генерал-лейтенант С. Ф. Жаворонков предложил перенацелить подготовленные для удара силы. 26 июля нарком Военно-морского флота СССР адмирал Н. Г. Кузнецов вместе с Жаворонковым на встрече у Сталина предложили ему провести ответные бомбардировки Берлина силами Военно-морской авиации Балтийского флота с аэродрома «Кагул» на острове Сааремаа (Эстония) — самой западной на тот момент точки суши, контролировавшейся советскими войсками, но уже оказавшейся в тылу у быстро продвигающихся войск вермахта.

## Планирование и подготовка
27 июля 1941 года 1-му минно-торпедному авиационному полку 8-й авиабригады ВВС Балтийского флота под командованием полковника Преображенского Е. Н. был отдан личный приказ Сталина: произвести бомбовый удар по Берлину и его военно-промышленным объектам. Командование операцией было поручено Жаворонкову С. Ф., ответственным за исход был назначен Кузнецов Н. Г.
Для нанесения удара планировалось использовать дальние бомбардировщики ДБ-3, ДБ-ЗФ (Ил-4), а также новые ТБ-7 и Ер-2 ВВС и ВВС ВМФ, которые с учётом предельного радиуса действия могли достигнуть Берлина и вернуться обратно. Учитывая дальность полёта (около 900 км в одну сторону, 1765 км в обе стороны, из них над морем 1400 км) и мощную ПВО противника, успех операции был возможен лишь при выполнении нескольких условий: полёт необходимо было осуществлять на большой высоте, возвращаться назад по прямому курсу и иметь на борту лишь одну бомбу весом 500 кг или две бомбы по 250 кг.
28 июля генерал Жаворонков прилетел в посёлок Беззаботное под Ленинградом, где базировался 1-й минно-торпедный авиационный полк ВВС Балтийского флота. Операция готовилась в режиме повышенной секретности, в курс дела были поставлены лишь командующий Балтийским флотом вице-адмирал Трибуц В. Ф. и командующий ВВС Балтийского флота генерал-майор авиации Самохин М. И.. Для нанесения удара по Берлину были отобраны 15 экипажей полка. Командиром особой ударной группы назначили командира полка полковника Преображенского Е. Н., флаг-штурманом — капитана Хохлова П. И.
2 августа из Кронштадта в условиях повышенной секретности и под сильной охраной вышел морской караван, состоящий из тральщиков и самоходных барж с запасом бомб и авиационного топлива, стальных пластин для удлинения взлётно-посадочной полосы, двумя тракторами, бульдозером, трамбовочным асфальтовым катком, камбузным хозяйством и койками для лётного и технического состава особой ударной группы. Пройдя через заминированный Финский залив и зайдя в уже осаждённый немцами Таллин, утром 3 августа караван подошёл к причалам острова Сааремаа и выгрузил груз.
В ночь на 3 августа с аэродрома Кагул (Кярла) был осуществлён пробный полёт — несколько экипажей, имея запас горючего до Берлина и полный боекомплект, слетали на разведку погоды и сбросили бомбы на Свинемюнде.
4 августа особая ударная группа перелетела на расположенный на острове аэродром Кагул. С 4 по 7 августа производилась подготовка к полёту, бытовое устройство лётного и техсостава, удлинение взлётно-посадочной полосы.
В ночь на 6 августа 5 экипажей отправились в разведывательный полёт на Берлин. Было установлено, что зенитная оборона расположена кольцом вокруг города в радиусе 100 км и имеет много прожекторов, способных действовать на расстоянии до 6000 м. Вечером 6 августа экипажи первой группы бомбардировщиков получили боевую задачу.

## Первый вылет
В 21:00 7 августа с аэродрома Кагул на острове Сааремаа поднялась особая ударная группа из 15 бомбардировщиков ДБ-3 ВВС Балтийского флота под командованием командира полка полковника Преображенского Е. Н., загруженных бомбами ФАБ-100 и листовками. Звеньями командовали капитаны Гречишников В. А. и Ефремов А. Я., штурманом летел Хохлов П. И. Полёт проходил над морем на высоте 7000 м по маршруту: остров Сааремаа — Свинемюнде — Штеттин — Берлин. Температура за бортом достигала −35…−40 °C, из-за чего стёкла кабин самолётов и очки шлемофонов обмерзали. Кроме того, лётчикам пришлось всё время пользоваться кислородными масками. Для соблюдения секретности на всём протяжении полёта выход в радиоэфир был категорически запрещён.
Через три часа полёта вышли к северной границе Германии. При полёте над её территорией самолёты неоднократно были обнаружены с немецких наблюдательных постов, но, принимая их за свои, немецкая ПВО огня не открывала. Над Штеттином немцы, посчитав, что это с задания возвращаются заблудившиеся самолёты люфтваффе, с помощью прожекторов предложили экипажам советских самолётов сесть на ближайший аэродром.
В 1:30 8 августа пять самолётов осуществили сброс бомб на хорошо освещённый Берлин, остальные отбомбились по берлинскому предместью и Штеттину. Немцы настолько не ожидали авианалёта, что включили светомаскировку только через 40 секунд после того, как первые бомбы упали на город. Проконтролировать результаты налёта лётчикам не позволила немецкая ПВО, активность которой стала так велика, что заставила радиста Василия Кротенко прервать режим радиомолчания и сообщить о выполнении задания в радиоэфире: «Моё место — Берлин! Задачу выполнили. Возвращаемся на базу!». В 4 утра 8 августа, после семичасового полёта, экипажи без потерь вернулись на аэродром.

## Реакция
Несмотря на то, что бомбовый удар не нанёс существенного военного урона нацистской Германии, он имел важный психологический эффект.

8 августа немецкое радио передало сообщение: 
В ночь с 7 на 8 августа крупные силы английской авиации, в количестве 150 самолётов, пытались бомбить нашу столицу... Из прорвавшихся к городу 15 самолётов 9 сбито.

В ответ на это Би-би-си сообщило: 
Германское сообщение о бомбёжке Берлина интересно и загадочно, так как 7-8 августа английская авиация над Берлином не летала.
В свою очередь, 10 августа в газете «Правда» было опубликовано посвящённое этому обмену юмористическое стихотворение С. Я. Маршака, иллюстрированное рисунками Кукрыниксов.
Совинформбюро 8 августа известило, что советская авиация успешно бомбила Берлин. Сообщение в «Известиях» завершалось словами: 
В результате бомбёжки возникли пожары и наблюдались взрывы. Все наши самолёты вернулись на свои базы без потерь.
Заметки с аналогичным содержанием публиковались в «Известиях» в течение всего августа. В дальнейшем боевые вылеты были менее успешными.

## Вылет 10 августа
Следующий полёт был запланирован на 10 августа. Было принято решение привлечь к участию в вылетах ВВС РККА под командованием Жигарева П. Ф. Полёт планировалось осуществить силами 81-й бомбардировочной авиационной дивизии с аэродрома города Пушкина на более современных самолётах ТБ-7 (412-й тяжелый бомбардировочный авиационный полк, переименованный в 432-й тяжелый бомбардировочный авиационный полк) и Ер-2 (420-й тяжелый бомбардировочный авиационный полк, переименованный в 433-й тяжелый бомбардировочный авиационный полк).
8 августа командир дивизии Герой Советского Союза комбриг Водопьянов М. В. получил приказ лично от Сталина:
«Т-щу Водопьянову 

Обязать 81-ю авиадивизию во главе с командиром дивизии т. Водопьяновым с 9.08 на 10.08 или в один из следующих дней, в зависимости от условий погоды, произвести налёт на Берлин. При налёте кроме фугасных бомб обязательно сбросить на Берлин также зажигательные бомбы малого и большого калибра. В случае, если моторы начнут сдавать по пути на Берлин, иметь в качестве запасной цели для бомбёжки г. Кёнигсберг.

И. Сталин, 8.08.41»

Проведенные расчёты показали, что ТБ-7 с дизельными двигателями М-40Ф с бомбовой нагрузкой 4000 кг (из них 2000 кг на внешней подвеске) могли совершить полёт до Берлина и вернуться обратно. Для выполнения полётов были отобраны 12 ТБ-7 и 28 Ер-2, которые 10 августа перелетели на аэродром. Здесь, после более тщательного отбора оставили 10 ТБ-7 и 16 Ер-2. Вечером того же дня самолёты поднялись в воздух с курсом на Берлин.
Результаты операции:
- На взлёте Ер-2 Молодчего снёс шасси о дренаж на краю аэродрома и не смог оторваться от земли[прим 4].
- На ТБ-7 майора Егорова сразу после отрыва от земли отказали два правых дизеля М-40Ф, и самолёт потерпел катастрофу, 6 членов экипажа погибли на месте и 6 получили тяжёлые ранения, от которых двое умерли в госпитале. После этого Жигарев П. Ф. остановил вылет остальных самолётов. В результате на Берлин ушли 7 ТБ-7 и 3 Ер-2.
- Самолёт М. В. Водопьянова при наборе высоты по ошибке был атакован истребителями И-16[17], но дошёл до цели и отбомбился по Берлину. После этого попал под зенитный огонь немцев и был повреждён, вынужден был выполнить посадку на оккупированной немцами территории Эстонии в районе Йыхви. Вторым пилотом в экипаже был родившийся в Сибири эстонец Э. К. Пусэп, поэтому с местным населением общался только он, а остальные члены экипажа в контакт с местными жителями не вступали. Через два дня экипаж вышел к своим.
- На самолёте лейтенанта В. Д. Видного над немецкой территорией загорелся левый внешний двигатель. Экипажу удалось ликвидировать пожар, но самолёт продолжил полёт с потерей высоты. Не долетев до Берлина 370 км, экипаж сбросил бомбы и лёг на обратный курс. После отказа ещё одного М-40Ф самолёт совершил вынужденную посадку на аэродроме в Обухове.
- ТБ-7 капитана А. Н. Тягунина был по ошибке атакован советскими истребителями, в результате отказал один из двигателей. Кроме того, над побережьем Балтики самолёт обстреляли свои зенитчики. Машина загорелась, командир приказал сбросить бомбы и спасаться на парашютах. При этом погибли 4 члена экипажа, 1 пропал без вести.
- Ер-2 лейтенанта Б. А. Кубышко на обратном пути по ошибке был сбит истребителем И-16. Экипаж спасся на парашютах.
- Ер-2 капитана А. Г. Степанова пропал без вести на обратном пути (перед этим командир экипажа по радио доложил о выполнении задания по бомбардировке Берлина).
- На ТБ-7 майора Угрюмова М. М. несколько раз на больших высотах отказывали двигатели. Экипаж отбомбился по Берлину, израсходовал всё топливо и выполнил вынужденную посадку в Торжке. В экипаже 1 человек погиб.
- ТБ-7 майора Курбана А. А., отбомбившись по Берлину, получил повреждения от зенитного огня и разбился при вынужденной посадке в районе Ропши. Экипаж не пострадал.

Из 10 ушедших на Берлин машин вышли на цель и отбомбились только шесть. В Пушкин вернулось только две машины. После этого вылета приказом наркома обороны СССР от 17 августа 1941 года комбригу Водопьянову была объявлена благодарность, но при этом он был снят с должности командира дивизии. На его место был назначен полковник Голованов А. Е. После снятия с должности комбриг М. В. Водопьянов из дивизии не ушёл, продолжив службу простым командиром экипажа ТБ-7 сначала в 432-м дальнем бомбардировочном авиационном полку, затем после его переименования — в 746-м авиационном полку дальнего действия.

## Последующие полёты
Всего до 5 сентября 1941 года советские лётчики выполнили девять налётов на Берлин, совершив в общей сложности 86 самолёто-вылетов. 33 самолёта бомбили Берлин, сбросив на него 21 тонну бомб и вызвав в городе 32 пожара. 37 самолётов не смогли выйти к столице Германии и нанесли удары по другим городам. В общей сложности было израсходовано 311 фугасных и зажигательных бомб общим весом 36 050 кг. Были сброшены 34 агитбомбы с листовками. 16 самолётов по разным причинам были вынуждены прервать полёт и вернуться на аэродром. Во время осуществления налётов было потеряно 17 самолётов и 7 экипажей, причём два самолёта и один экипаж погибли на аэродроме при попытках взлететь с 1000-килограммовой и двумя 500-килограммовыми бомбами на внешних подвесках.
Бомбёжки Берлина в течение месяца сильно озаботили немцев. Гитлер требовал от своего командования:
Следует совместными усилиями соединений сухопутных войск, авиации и военно-морского флота ликвидировать военно-морские и военно-воздушные базы на островах Эзель и Даго, и в первую очередь — аэродромы, с которых производятся налёты на Берлин
6 сентября 28 самолётов люфтваффе дважды бомбили аэродром «Кагул». Шесть советских ДБ-3, один Ил-2 и один МиГ-3, а также весь бензин и часть боезапаса сгорели на земле. Полк Е. Н. Преображенского решили отправить на защиту Ленинграда.
После оставления Таллина и Моонзундского архипелага полёты на Берлин пришлось прекратить.

## Награды
В ночь с 7 на 8 августа группа самолётов Балтийского флота произвела разведывательный полёт в Германию и бомбила город Берлин.
5 самолётов сбросили бомбы над центром Берлина, а остальные на предместья города. Объявляю благодарность личному составу самолётов, участвовавших в полёте. Вхожу с ходатайством в Президиум Верховного Совета СССР о награждении отличившихся. Выдать каждому члену экипажа, участвовавшему в полёте, по 2 тысячи рублей. Впредь установить, что каждому члену экипажа, сбросившему бомбы на Берлин, выдавать по 2 тысячи рублей. Приказ объявить экипажам самолётов, участвовавшим в первой бомбёжке Берлина, и всему личному составу 81-й авиадивизии дальнего действия.
Уже 8 августа Сталин подписал специальный приказ № 0265 «О поощрении участников бомбардировки Берлина», в котором, помимо благодарности, объявлялось о выдаче каждому члену экипажа по 2 тысячи рублей.
13 августа вышел Указ Президиума Верховного Совета СССР о присвоении награды первым четырём летчикам: полковнику Е. Н. Преображенскому, капитанам В. А. Гречишникову, М. Н. Плоткину, А. Я. Ефремову и штурману флагманского экипажа капитану П. И. Хохлову званий Героя Советского Союза.
В приказе И. В. Сталина «О порядке награждения лётного состава ВВС за хорошую боевую работу» от 19 августа 1941 года было специально установлено: «При действиях по политическому центру (столице) противника за каждую бомбардировку каждое лицо экипажа получает денежную награду в размере 2000 рублей» (за обычную успешную бомбардировку лётчики ДБ получали 500 рублей).
Всего в августе-сентябре Орденами Ленина были награждены 13 человек, Красного Знамени и Красной Звезды — 55 человек. В сентябре Героями Советского Союза стали ещё 5 человек, многие получили ордена и медали.

### Комментарии
1. ↑  По другим данным — 2 августа
2. ↑  Аэродром Кагул предназначался для действий истребителей и имел земляную взлётно-посадочную полосу протяжённостью 1300 метров, чего было недостаточно для тяжёлых бомбардировщиков ДБ-3Ф
3. ↑  По другим данным — в первом вылете участвовало 13 самолётов
4. ↑  Мощности М-105 не хватало для взлёта перегруженных Ер-2, и машины имели слишком большую длину разбега.
5. ↑  По некоторым источникам — 18 самолётов